# امیرحسین صالحی
امیرحسین صالحی (زادهٔ ۱۳ خرداد ۱۳۷۵ در مشهد) بازیکن فوتبال ایرانی است که در پست مدافع برای باشگاه فوتبال پارس جنوبی جم در لیگ آزادگان بازی می‌کند.

## باشگاهی

### لیگ برتر
امیرحسین صالحی سابقه حضور در لیگ برتر خلیج فارس همراه تیم فوتبال سباه جامگان را نیز در کارنامه خود دارد.